# Bazyli Hopko
Bazyli Hopko (słow. Vasiľ Hopko, ur. 21 kwietnia 1904 w Hrabské, zm. 23 lipca 1976 w Preszowie) – czechosłowacki duchowny, Słowak, greckokatolicki biskup pomocniczy w Preszowie.

## Życiorys
Przyjął święcenia kapłańskie w 1929. Został administratorem parafii Pakostov, następnie pracował jako proboszcz parafii greckokatolickiej w Pradze. W 1946 papież Pius XII mianował go biskupem pomocniczym eparchii preszowskiej (z biskupią stolicą tytularną Midila). W 1950 został internowany. Po ponad roku ciężkich przesłuchań w październiku 1951 roku został skazany przez sąd w Bratysławie na 15 lat więzienia. Poważnie chory w 1964 został zwolniony. Przez ponad 13 lat znosił twardy więzienny rygor. Po zwolnieniu, reżim w dalszym ciągu nękał biskupa, który nie odstąpił od wierności Rzymowi; jednocześnie jednak władze zezwoliły na działanie kościoła greckokatolickiego i Hopko został oficjalnie potwierdzony przez papieża Pawła VI na urzędzie biskupim. Zmarł w wyniku następstw uwięzienia w lipcu 1976 w Preszowie.
14 września 2003 został beatyfikowany przez papieża Jana Pawła II w Bratysławie.